# 춤폰 FC
춤폰 풋볼 클럽 ( 태국어:  สโมสรฟุตบอลจัง หวัดชุมพร)은 춤폰 주에 연고지를 둔 태국의 프로 축구 클럽이다. 현재 타이 리그 4 남부 지역 소속이다.